# Georg Reimann
Georg Reimann (* 1570 in Leobschütz; † 9. Juni 1615 in Königsberg) war ein deutscher Dichter und Rhetoriker.

## Leben
Reimann war der Sohn des Melanchthonschülers und Schulrektor in Leobschütz Johann Reimann und dessen Frau Katarina, Tochter des Bürgers in Leobschütz Georg Reimer. Er hatte sich als Lehrer der Stadtschule in Jägerndorf betätigt, studierte ab dem 23. Oktober 1593 an der Universität Wittenberg und wurde dort am 22. September 1595 Magister der philosophischen Wissenschaften. Zudem hatte er sich einen Namen als guter Poet gemacht und erhielt von Nikolaus von Reusner die Dichterkrone verliehen. 1596 erhielt er eine außerordentliche Professor der Rhetorik an der Universität Königsberg, wobei er die Reden des Cicero (Orationum Ciceronianarum) abhandelte. Zudem wurde ihm 1599 als Archipädagoge die Oberaufsicht des Königsberger Pädagogiums übertragen.
1601 war er ordentlicher Professor der Rhetorik in Königsberg geworden und man übertrug ihm bis 1612 das Amt eines Bibliothekars an der Schlossbibliothek. Reimann hatte sich auch an organisatorischen Aufgaben der Königsberger Hochschule beteiligt und war im Wintersemester 1610/11 Rektor der Alma Mater. Zudem hat er sich auch als Lieddichter einen Namen gemacht. Zum Beispiel fanden seine Textdichtungen der Lieder Aus Lieb läßt Gott der Christenheit, Maria kommt zur Reinigung, Gott sei gedankt zu jeder Zeit, Wir singen all mit Freudenschall und sein Weihnachtsgesang O Freude über Freud in der Kirchengesangsbüchern Ostpreußens Verwendung.

## Familie
Reimann war zwei Mal verheiratet.
Er hatte sich am 29. Oktober 1598 mit Katharina (* 12. November 1578; † 9. Juli 1601), Tochter des gräflich ebersteinischen Rates und Kanzlers Lic. Thomas Kettner und dessen Frau Maria Comberg verheiratet.
- Georg  Reimann (* 9. Oktober 1599 in Königsberg; † 30. Januar 1661 ebenda), Hauslehrer bei Adam von Schlieben auf Liezen, wurde vom Kurfürsten von Brandenburg Hof und Gerichtsrat am Hofgericht berufen, 1651 Präsident und Offizial des samländischen Konsistoriums ⚭ 1. am 16. Juli 1635 mit Regina († 3. September 1646), Tochter von Kaufmann und Kirchenvorsteher Balthasar Platen. Zwei Söhne. Georg I. (* 25. Juli 1636; † 23. Februar 1637); Georg II. (* 22. Januar 1638; † 24. September 1652); 2. am 25. Juni 1647 Anna (* 7. Oktober 1626; † 22. September 1655) Tochter des Bürgermeisters von Kneiphoff und Erbsassen auf Schwanitz und Lichtenfeld Johann Krintz; 3. 1656 Anna Regina (* 3. September 1626; † 22. März 1690), Tochter des Gerichtsverwandten in Kneiphof Konstantin Fahrenheit, der Witwe von Ahasversus Schmitmer (Schmietner).[2]
- Maria (* Juni 1601; † 1622) ⚭ mit dem Pfarrer in Brandenburg Johann Halbach von der Porten (* 23. Juli 1589; † 13. November 1639).

Seine zweite Ehe schloss er 1602 mit Sybilla (* 9. Dezember 1579; † 26. Februar 1649), der Tochter des Ratsherrn in der Königsberger Altstadt Erhard von Gehren.
- Erhard († 15. November 1605)
- Reinhold († 1610)
- drei Söhne und zwei Töchter unbekannten Namens († vor 1649).

## Werke
- Disp. de statibus.
- Disp. de natura.
- Disp. de officio.
- Disp. fine Rhetorices.
- Oratio de adfinitate, et differentia inter oratoriam et poeticam. 1601.